# Acanthurus randalli
Acanthurus randalli är en fiskart som beskrevs av Briggs och Caldwell, 1957. Acanthurus randalli ingår i släktet Acanthurus och familjen Acanthuridae. Inga underarter finns listade i Catalogue of Life.